# クイーン・プラチナム・コレクション
『クイーン・プラチナム・コレクション』 (Platinum Collection, Vols. 1-3)は、ロックバンド、「クイーン」のCD-BOX。
ベスト・アルバム『グレイテスト・ヒッツ』シリーズ3部作を同梱したボックス・セット。

## リイシュー
2011年6月11日に、ユニバーサルミュージックより全曲リマスターかつSHM-CD仕様で、通常限定盤のほか、ブライアン・メイのメイン・ギターである「レッド・スペシャル」のフィギュアが付属した完全限定生産盤(レッド・スペシャル・エディション)の2形態で再発売された。

## 収録内容

### DISC 1：グレイテスト・ヒッツ
1981年11月2日リリース。詳細はグレイテスト・ヒッツの項を参照。

### DISC 2：グレイテスト・ヒッツII
1991年11月6日リリース。SHM-CD盤では「III」の日本盤にボーナストラックとして収録されていた「ボーン・トゥ・ラヴ・ユー」が、本アルバムのラストに追加収録されている。
詳細はグレイテスト・ヒッツIIの項を参照。

### DISC 3：グレイテスト・ヒッツIII 〜フレディー・マーキュリーに捧ぐ〜
1999年11月8日にリリース。SHM-CD盤では本アルバムのラストが「ボーン・トゥ・ラヴ・ユー」から「サンク・ゴッド・イッツ・クリスマス」に差し替えられている。詳細はグレイテスト・ヒッツIII 〜フレディー・マーキュリーに捧ぐ〜の項を参照。